# The Last Bewitchment
The Last Bewitchment es el segundo álbum de estudio de la banda gótica francesa Penumbra, lanzado el 22 de junio de 2002 bajo el sello Season of Mist/Locomotive Records.

## Lista de canciones
Toda la música por Penumbra.
1. "Neutral" - 04:46
2. Priestess of My Dreams" - 05:19
3. The Last Bewitchement" - 05:12
4. "Moaning on Earth" - 05:15
5. "Insurrection" - 04:28
6. "Testament" - 07:05
7. "The Young Martyr" - 05:10
8. "A Torrent of Tears" - 05:34
9. "Pie Jesus" - 02:31

## Créditos

### Penumbra
- Jarlaath - Voz, Oboe
- Dorian - Guitarra (principal, acústica y rítmica)
- Agone - bajo, voz (coros y voz limpia)
- Neo - Guitarras (acústica y rítmica)
- Zoltan - Teclados, Programación
- Medusa - Voz femenina (soprano)
- Garlic - Batería, Percusión